# 손성훈
대한민국의 가수 겸 작사가이며 작곡가이다.

## 생애

### 음악 활동
그는 1989년 언더그라운드 라이브 클럽에서 '전사(warriors)''라는 밴드로 활동하다 1990년 일본에 진출해서 앨범발표와 각종 이벤트 ,공연등 활발한 일본에서의 음악활동을 펼쳤다.군 제대후 그는 솔로 록 음악 가수 첫 데뷔하였고 1993년 《너에게 묻고 싶어》라는 곡으로 정식 솔로 가수 데뷔하였다. 1년 후 1994년에는 《내가 선택한 길》이라는 노래 작품을 발표하였는데 이 작품은 KBS 한국방송공사 텔레비전 드라마 《폴리스》의 OST로 큰 인기를 끌었다. 그gn 1995년 헤비 메틀 록 밴드 〈시나위〉에  보컬리스트로 가담하여 《시나위 5집》 앨범을 발표하였으며 각종 무대에서 라이브활동을 했다. 이어 같은 해 1995년 11월에는 랩 록 음악 장르를 표방한 프로젝트 솔로 앨범 《엑스 1집》을 발표하여 록 음악 장르의 다양성을 표방하였다. 이듬해 1996년 《손성훈 3집》을 발표, 《고백》과 《천년의 사랑》이라는 노래 작품이 히트하였다.1999년4집 <alive>를 발표하고 '널사랑하기에'를 타이틀곡으로 활동했다.그후 당분간 그는 본인의 음악활동을 쉬면서 공연기획,후배양성등 엔터테인먼트 비즈니스로 바쁘게 활동했다. 그사이에 틈틈히 2000년 배우 장혁의 음반 'TJ Project'에서 '일월지애 상,하' 의 보컬을 담당하였다. 2003년 영화 '불어라봄바람'OST.의  주제곡인' 불어라봄바람'을 발표하였고 2012년 새로운 미니앨범 'his new story'를 발표하고 'run' 이란 곡으로 다시 활동을 재개하였다.2015년엔 'bang'이라는 싱글을 발표해서 EDM음악과 락음악을 접목하는 시도도 보였다.그후 최근 2022년에 오랜 공백을 깨고 'return'이라는 이름으로 앨범을 발표하여 예전 그의 히트곡을 재해석한 리메이크 앨범을 내고 활동중이다.

## 학력
- 반포중학교 졸업
- 단국대학교 사범대학 부속고등학교 졸업
- 중앙대학교 경영학과 학사

## 디스코그래피

### 정규 앨범
- 1993년 《손성훈 1집》
- 1994년 《손성훈 2집》
- 1995년 《X 1집》
- 1996년 《손성훈 3집》
- 1999년 《손성훈 4집》
- 2012년<his new story>
- 2022년<Return>

## 같이 보기
- 신대철
- 배성우
- 탁재훈
- 이주원
- 최선원
- 강지훈
- 이원진
- 김지훈
- 박완규